# V- und W-Klasse
Die V- und W-Klasse war eine Schiffsklasse von insgesamt 67 Flottenzerstörern der Royal Navy, die ab 1917 in Dienst gestellt wurden. Sie setzte sich aus sechs Untergruppen zusammen. Diese als Flottillenführer entwickelten Boote waren die letzten Flottenzerstörer, die im Rahmen des britischen Kriegsbauprogramms des Ersten Weltkriegs geliefert wurden. Die Boote gehörten damals zu den stärksten und fortschrittlichsten Zerstörern der Welt und nach ihrem Muster entstanden alle zukünftigen britischen Zerstörer.
Die meisten wurden noch im Ersten Weltkrieg fertiggestellt. Zwischen den Kriegen waren die Boote der V- und W-Klasse der Kern der britischen Zerstörerflottillen, bis sie in den 1930er-Jahren durch Neubauten ersetzt und der Reserve zugewiesen wurden. Die Mehrzahl der Schiffe war zu Beginn des Zweiten Weltkriegs noch vorhanden. Seit 1938 modernisierte die Royal Navy auch ältere Einheiten im Rahmen ihres Aufrüstungsprogramms. So entwickelte sie die Geleitboote des
- WAIR-Typs

schon vor dem Krieg, zu denen dann noch Kriegsumbauten als
- Long range escort und
- Short range escort

kamen. So leisteten die alten Boote in der für die alliierten Kriegsanstrengungen sehr wichtigen Geleitzugsicherung einen wichtigen Kriegsbeitrag und ermöglichten den Einsatz modernerer Einheiten im Rahmen der Flotte.

## Entwurfs- und Baugeschichte
Im April 1916 wurden fünf Flottillenführer der V-Klasse nach einem Admiralitäts-Entwurf bestellt, die mit den neuen Flottenzerstörern der S-Klasse eingesetzt werden sollten. Sie waren eine Weiterentwicklung der bisherigen Bauten. Sie entsprachen in der Größe weitgehend den zuletzt gelieferten Flottillenführern der Parker-Klasse, von denen sie die am Bug sich überschießend angeordneten Geschütze übernahmen. Von den Zerstörern der Yarrow M-Klasse wurden die drei Kessel und die zwei Schornsteine übernommen, was die nutzbare Decksfläche vergrößerte. Von den Flottenzerstörern der R-Klasse wurde der Antrieb mit Getriebeturbinen auf zwei Wellen übernommen. Die neuen Boote hatten einen relativ dünnen und hohen vorderen und einen dickeren, kurzen hinteren Schornstein. Neu an den Booten war die Feuerleitanlage und die Umsetzung des Geschützes zwischen den Schornsteinen auf ein Schutzdeck am Heck, so dass an beiden Schiffsenden je zwei Kanonen zur Verfügung standen, die relativ unbehindert dieselben Ziele beschießen konnten. Die fünf als Flottillenführer gebauten Boote hatten eine große Brücke und einen hohen Fockmast. Der weit hinten stehende Hauptmast war niedrig und spannte die Antennen.
Je zwei Boote wurden bei Cammell Laird in Birkenhead (Valentine, Valhalla) und William Denny in Dumbarton (Valkyrie, Valorous) gebaut.
Die bei Cammell Laird gebauten Boote hatten Parsons-Turbinen; Valkyrie, Valorous und die von J. Samuel White gebaute Vampire hatten Brown-Curtis-Turbinen. Als einziges Boot dieser Unterklasse war die Vampire mit White-Forster-Kesseln ausgestattet und war Testboot für die neuen Dreifach-Torpedosätze.
| V-Leader            | Bauwerft       | Stapellauf | in Dienst  | Umbau vor 39 a. D. | Endschicksal                        |
| ------------------- | -------------- | ---------- | ---------- | ------------------ | ----------------------------------- |
| HMS Valkyrie (D61)  | Denny Bros.    | 12.03.1917 | 16.06.1917 | (1936)             | 8.1936 zum Abbruch                  |
| HMS Valentine (L69) | Cammell Laird  | 24.03.1917 | 27.06.1917 | WAIR               | 15. Mai 1940 vor Terneuzen gesunken |
| HMAS Vampire (D68)  | White          | 21.05.1917 | 22.09.1917 | 11.11.1933 => RAN  | 9.04.1942 vor Ceylon versenkt       |
| HMS Valhalla (D44)  | Cammell Laird2 | 22.05.1917 | 31.07.1917 | (1931)             | 12.1931 zum Abbruch                 |
| HMS Valorous (L00)  | Denny2         | 5.08.1917  | 21.08.1917 | WAIR               | 3.1947 zum Abbruch                  |

### Die V-Klasse
Die 23 Boote der V-Klasse nach dem Admiralitätsentwurf (und zwei nach einem Thornycroft-Entwurf, s. u.) wurden im Juli 1916 bestellt, da man Hinweise darauf hatte, dass die Deutschen demnächst neue, stärkere Zerstörer in Dienst stellen würden. Die Aufträge wurden an zehn Werften vergeben, von denen William Denny und J. Samuel White auch schon am Bau der V-Flotillenführer-Boote beteiligt waren. Neun der Boote wurden so gebaut, dass sie innerhalb von 24 Stunden zu Minenlegern umgerüstet werden konnten. Diese hatten Minenpforten im Heck. Bei der Umrüstung gaben sie beide Torpedosätze und das untere Heckgeschütz an Land und konnten 60 Minen übernehmen, die durch Vorhänge geschützt wurden. Bei den möglichen Minenlegern handelte es sich um die bei J. Brown & Co. in Clydebank gebauten Vanoc und Vanquisher, die von Doxford gebaute Velox, die Denny-Boote Vehement und Venturous, die bei Swan Hunter gebauten Vimiera und Vittoria, Hawthorn Leslie’s Versatile und die Vortigern von White.
Bei den Maschinenanlagen hatten beide White-Boote wieder White-Forster-Kessel und die Doxford-Boote sowie Vimiera und Violent von Swan Hunter Parsons-Turbinen.
Die anfangs wie die Vorgänger mit zwei Zwillingstorpedosätzen ausgerüsteten Boote erhielten 1921 einen vorderen Drillingstorpedosatz. Ab 1923 begann auch der Austausch der hinteren Sätze außer bei Vanoc, Velox, Versatile, Vimy und Vortigern.
Im Ersten Weltkrieg ging die Vehement als einziges Boot der V- und W-Klasse durch einen Minentreffer verloren; 1919 waren dann in der Ostsee noch die Verluste von Verulam und Vittoria zu beklagen. Bei Beginn des Zweiten Weltkriegs waren noch 16 Boote vorhanden, von denen fünf zu schnellen Geleitbooten umgebaut wurden.
| Name                                             | Bauwerft     | Stapellauf | in Dienst  | Umbau vor 39 a. D. | Endschicksal                          |
| ------------------------------------------------ | ------------ | ---------- | ---------- | ------------------ | ------------------------------------- |
| HMS Vanoc (H33)                                  | J. Brown     | 14.06.1917 | 15.08.1917 | Longrange Escort   | 7.1945 zum Abbruch                    |
| HMS Vimiera (L29)                                | Swan Hunter  | 22.06.1917 | 19.09.1917 | WAIR               | 9.01.1942 nach Minentreffer gesunken  |
| HMS Vehement (H2A)                               | Denny3       | 6.07.1917  | 10.1917    | (1918†)            | 1.08.1918 nach Minentreffer gesunken  |
| HMS Vanquisher (D54)                             | J. Brown2    | 18.08.1917 | 2.10.1917  | Longrange Escort   | 03.1947 zum Abbruch                   |
| HMS Verdun (L93)                                 | Hawthorn     | 21.08.1917 | 16.10.1917 | WAIR               | 03.1946 zum Abbruch                   |
| HMS Violent (D57)                                | Swan Hunter2 | 1.09.1917  | 12.1917    | (1937)             | 8.03.1937 zum Abbruch                 |
| HMS Vega (L41)                                   | Doxford      | 1.09.1917  | 14.12.1917 | WAIR               | 1946 zum Abbruch                      |
| HMAS Vendetta (D69)                              | Fairfield    | 3.09.1917  | 4.10.1917  | 10.1933 =>RAN      | 2.07.1948 vor Sydney versenkt         |
| HMS Vectis (D51)                                 | J.S. White2  | 4.09.1917  | 5.12.1917  | (1936)             | 25.08.1936 zum Abbruch                |
| HMS Venturous (D87)                              | Denny4       | 21.09.1917 | 29.11.1917 | (1936)             | 24.08.1936 zum Abbruch                |
| HMS Verulam (F19)                                | Hawthorn L.2 | 3.10.1917  | 5.12.1917  | (1919†)            | 4.09.1919 vor Seiskari gesunken       |
| HMS Vortigern (D37)                              | J.S. White3  | 15.10.1917 | 25.01.1918 |                    | 15.03.1942 durch S-Boot versenkt      |
| HMS Venetia (D53)                                | Fairfield 2  | 29.10.1917 | 19.12.1917 |                    | 19.10.1940 nach Minentreffer gesunken |
| HMS Vittoria (F96)                               | Swan Hunter3 | 29.10.1917 | 9.03.1918  | (1919†)            | 1.09.1919 vor Seiskari versenkt       |
| HMS Versatile (D32)                              | Hawthorn L3  | 31.10.1917 | 11.02.1918 | Longrange Escort   | 1946 zum Abbruch                      |
| HMS Vivacious (D36)                              | Yarrow       | 3.11.1917  | 29.12.1917 | Shortrange Esc.    | 3.1947 zum Abbruch                    |
| HMS Velox (D34)                                  | Doxford2     | 17.11.1917 | 14.03.1918 | Longrange Escort   | 2.1947 zum Abbruch                    |
| HMS Vesper (D55)                                 | Stephen      | 15.12.1917 | 20.02.1918 | Longrange Escort   | 3.1947 zum Abbruch                    |
| HMS Vancouver (G04) 1. April 1928 HMS Vimy (D33) | Beardmore    | 28.12.1917 | 9.03.1918  | Longrange Escort   | 3.1947 zum Abbruch                    |
| HMS Vivien (L33)                                 | Yarrow2      | 16.02.1918 | 28.05.1918 | WAIR               | 2.1947 zum Abbruch                    |
| HMS Vidette (D48)                                | Stephen2     | 28.02.1918 | 18.04.1918 | Longrange Escort   | 3.1947 zum Abbruch                    |
| HMS Vanessa (D29)                                | Beardmore2   | 16.03.1918 | 27.04.1918 | Longrange Escort   | 3.1947 zum Abbruch                    |
| HMS Vanity (L38)                                 | Beardmore3   | 3.05.1918  | 21.06.1918 | WAIR               | 3.1947 zum Abbruch                    |

### Die W-Klasse
Die 21 Boote der W-Klasse nach dem Admiralitätsentwurf wurden alle im Dezember 1916 bestellt. Gebaut wurden 19, da die bei Yarrow erteilten Aufträge in Bestellungen für Boote der S-Klasse (Tomahawk, Torch) umgewandelt wurden. Die Schiffe hatten nur einen wesentlichen Unterschied zur V-Klasse: es standen jetzt genügend Drillings-Torpedorohrsätze zur Verfügung um die Boote auszurüsten. Auch war der Hauptmast der W-Boote meist höher als bei den V-Booten. Wie bei der V-Klasse gingen wieder zwei Aufträge an Thornycroft, die nach dem Werksentwurf gefertigt wurden (siehe unten).
| Name                  | Bauwerft     | Stapellauf | in Dienst  | Umbau vor 39 a. D. | Endschicksal                           |
| --------------------- | ------------ | ---------- | ---------- | ------------------ | -------------------------------------- |
| HMS Wakeful (H88)     | J. Brown3    | 6.10.1917  | 16.11.1917 |                    | 29. Mai 1940 vor Nieuwpoort versenkt   |
| HMS Watchman (D26)    | J. Brown4    | 2.11.1917  | 26.01.1918 | LongrangeEscort    | 7.1947 zum Abbruch                     |
| HMS Walker (D27)      | Denny5       | 29.11.1917 | 12.02.1918 | LongrangeEscort    | 3.1946 zum Abbruch                     |
| HMS Whirlwind (D30)   | Swan Hunter4 | 15.12.1917 | 15.03.1918 |                    | 15. Juli 1940 versenkt                 |
| HMS Winchelsea (D46)  | White4       | 15.12.1917 | 20.04.1918 | LongrangeEscort    | 3.1947 zum Abbruch                     |
| HMS Walrus (D24)      | Fairfield3   | 27.12.1917 | 8.03.1918  | (1938)             | 12. Februar 1938 gestrandet            |
| HMS Warwick (D25)     | Hawthorn L.4 | 28.12.1917 | 18.03.1918 | LongrangeEscort    | 20. Februar 1944 durch U-Boot versenkt |
| HMS Winchester (L55)  | White5       | 1.02.1918  | 24.05.1918 | WAIR               | 3.1946 zum Abbruch                     |
| HMS Walpole (D41)     | Doxford3     | 12.02.1918 | 7.08.1918  | ShortRangeEsc.     | 1.1945 Totalschaden                    |
| HMS Westcott (D47)    | Denny6       | 14.02.1918 | 2.04.1918  | ShortRangeEsc.     | 1.1946 zum Abbruch                     |
| HMS Westminster (L40) | Scotts       | 25.02.1918 | 18.04.1918 | WAIR               | 3.1947 zum Abbruch                     |
| HMS Wrestler (D35)    | Swan Hunter5 | 25.02.1918 | 15.05.1918 | LongrangeEscort    | 6. Juni 1944 Totalschaden              |
| HMS Wessex (L41)      | Hawthorn L.5 | 12.03.1918 | 11.05.1918 | WAIR               | 24. Mai 1940 vor Calais versenkt       |
| HMS Wolfhound (L56)   | Fairfield4   | 14.03.1918 | 27.04.1918 | WAIR               | 2.1948 zum Abbruch                     |
| HMAS Waterhen (D22)   | Palmers      | 26.03.1918 | 17.04.1918 | 11.1933 => RAN     | 30. Juni 1941 vor Libyen versenkt      |
| HMS Whitley (L23)     | Doxford4     | 13.04.1918 | 23.09.1918 | WAIR               | 19. Mai 1940 vor Ostende versenkt      |
| HMAS Voyager (D31)    | Stephen3     | 8.05.1918  | 24.06.1918 | 11.1933 => RAN     | 23. September 1942 vor Timor versenkt  |
| HMS Wryneck (L04)     | Palmers2     | 13.05.1918 | 11.11.1918 | WAIR               | 27. April 1941 vor Kreta versenkt      |
| HMS Windsor (D42)     | Scotts2      | 21.06.1918 | 28.08.1918 | ShortRangeEsc.     | 3.1947 zum Abbruch verkauft            |

### Die modifizierte W-Klasse
1918 wurden noch zwei Serien der W-Klasse nach dem Admiralitätsentwurf im Januar und April 1918 bestellt, die 14 und 38 Neubauten umfassten. Allerdings wurden von jeder Serie nur je sieben Boote tatsächlich fertiggestellt, von denen insgesamt fünf einen mit V beginnenden Namen trugen. Die nicht fertiggestellten Aufträge wurden zwar teilweise noch begonnen, aber wegen des Kriegsendes noch 1918 wieder storniert. Diese als modifizierte W-Klasse bezeichneten Boote erhielten abweichend von den vorangehenden Bauten die neue 120-mm-L/45-Mk.I-Kanone. Diese Bewaffnung ähnlich der der Standard-Nachkriegsbauten führte später zum Verzicht auf Umbauten nach der WAIR-Variante.
Die Boote des 2. Auftrages hatten abweichend von allen anderen Boote der V- und W-Klasse einen dickeren vorderen Schornstein und dahinter einen dünnen, da bei diesen Booten der größere Kesselraum mit zwei Kesseln ausgestattet war und dahinter im zweiten Kesselraum nur ein Kessel stand. Durch diese Änderung verloren diese sieben Boote das bis dahin typische Aussehen der Klasse mit einem langen, sehr dünnen Schornstein vorn und anschließend einem dickeren, kurzen Schornstein. Die Veränderung der Kesselräume ließ später einen Umbau zu Longrange Escorts gemäß der Standardpläne nicht zu.
| Name                   | Bauwerft                                        | Stapellauf | in Dienst  | Umbau           | Endschicksal                                     |
| ---------------------- | ----------------------------------------------- | ---------- | ---------- | --------------- | ------------------------------------------------ |
| HMS Venomous (D75)     | J. Brown5                                       | 21.12.1918 | 24.08.1919 | ShortR.Esc.     | 3.1947 zum Abbruch                               |
| HMS Verity (D63)       | J. Brown6                                       | 19.03.1919 | 11.09.1919 | LongrangeEscort | 3.1947 zum Abbruch                               |
| HMS Vansittard (D64)   | Beardmore4                                      | 17.04.1919 | 22.10.1919 | LongrangeEscort | 2.1946 zum Abbruch                               |
| HMS Volunteer (D46)    | Denny7                                          | 17.04.1919 | 27.10.1919 | LongrangeEscort | 3.1947 zum Abbruch                               |
| HMS Wanderer (D74)     | Fairfield5                                      | 1.05.1919  | 1.09.1919  | LongrangeEscort | 1.1946 zum Abbruch                               |
| HMS Whitehall (D77)    | Swan Hunter6 Fertigstellung: Chatham Dockyard   | 11.09.1919 | 9.09.1924  | LongrangeEscort | 10.1945 zum Abbruch                              |
| HMS Wren (D88)         | Yarrow3 Fertigstellung: Plymouth Dockyard       | 11.11.1919 | 21.01.1923 |                 | 27. Juli 1940 durch Luftwaffe versenkt           |
| 2. Auftrag             |                                                 |            |            |                 |                                                  |
| HMS Whitshed (D77)     | Swan Hunter7                                    | 31.01.1919 | 29.05.1919 | ShortR.Esc.     | 2.1947 zum Abbruch                               |
| HMS Witherington (D76) | White5                                          | 16.04.1919 | 10.09.1919 | ShortR.Esc.     | 3.1946 zum Abbruch                               |
| HMS Wivern (D66)       | White6                                          | 16.04.1919 | 23.12.1919 | ShortR.Esc.     | 2.1947 zum Abbruch                               |
| HMS Veteran (D72)      | J. Brown7                                       | 26.04.1919 | 30.10.1919 | ShortR.Esc.     | 26. September 1942 durch U 404 versenkt          |
| HMS Wild Swan (D62)    | Swan Hunter8                                    | 17.05.1919 | 10.10.1919 |                 | 17. Juni 1942 gesunken                           |
| HMS Wolverine (D78)    | White7                                          | 17.07.1919 | 23.06.1920 | ShortR.Esc.     | 1.1946 zum Abbruch                               |
| HMS Worcester (D96)    | White8Fertigstellung: Portsmouth Naval Shipyard | 24.10.1919 | 20.09.1922 | ShortR.Esc.     | 23. Dezember 1943 nach Minentreffer Totalschaden |

### Die Thornycroft-Boote zu den Klassen
Die Zerstörerbauwerft John I. Thornycroft & Company Limited war ein Auftragnehmer für Flottillenführer für die V- und W-Klasse, von denen sechs als Shakespeare-Klasse fertiggestellt wurden. Sie baute allerdings von den drei Untertypen der Flottenzerstörer der Klasse auch je zwei Boote etwas abweichend vom Entwurf der Admiralität. Die V-Boote wurden am 30. Juli 1916 bestellt, die beiden W-Boote am 9. Dezember 1916. Gegenüber den Booten nach dem Einheitsplan hatten die Thornycroft-Boote mehr Freibord, einen kürzeren Hauptmast und die für Thornycroft typischen seitlich abgeflachten Schornsteine. Die beiden V-Boote hatten eine Garantiegeschwindigkeit von 35 kn, die W-Boote von 36 kn.

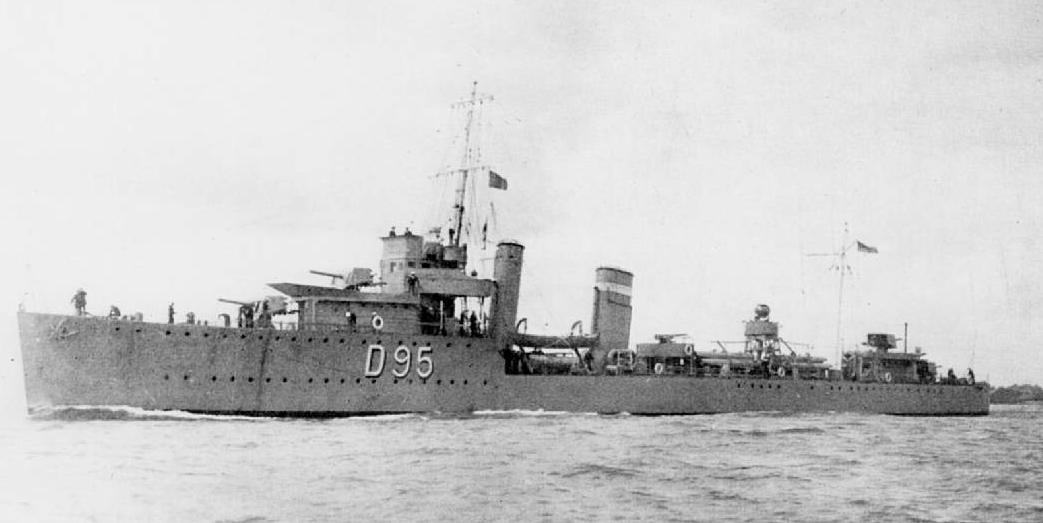
Die HMS Woolston

Im Januar 1918 erhielt auch Thornycroft den Auftrag für zwei Boote der verbesserten W-Klasse mit 120-mm-Kanonen. Sie hatten die veränderte Kesselraumaufteilung der zweiten Bestellung des Amtentwurfs mit dem großen Kesselraum für zwei Kessel vorn und dem kleinen Kesselraum für einen Dampfkessel dahinter, was äußerlich durch den dicken Schornstein vorn und den dünnen Schornstein hinten deutlich wurde. Ein weiteres Erkennungsmerkmal der Thornycroft-Boote waren die hintereinander aufgestellten 2-pdr-Flak mittschiffs zwischen den Schornsteinen.
Die Fertigstellung der Witch verzögerte sich durch das Kriegsende und sie wurde schließlich nach Devonport zur Fertigstellung in der Marinewerft geschleppt.
| Name               | Gruppe                   | Stapellauf | in Dienst  | Umbau           | Endschicksal       |
| ------------------ | ------------------------ | ---------- | ---------- | --------------- | ------------------ |
| HMS Viceroy (L21)  | Thornycroft-V-           | 17.11.1917 | 8.01.1918  | WAIR            | 6.1948 zum Abbruch |
| HMS Viscount (D92) |                          | 29.12.1917 | 4.03.1918  | LongrangeEscort | 3.1945 zum Abbruch |
| HMS Wolsey (L02)   | Thornycroft-W-           | 16.03.1918 | 1.05.1918  | WAIR            | 3.1947 zum Abbruch |
| HMS Woolston (L49) |                          | 27.04.1918 | 18.06.1918 | WAIR            | 2.1947 zum Abbruch |
| HMS Wishart (D67)  | Thornycroft-mod.-W-      | 18.07.1919 | 28.05.1920 | ShortR.Esc.     | 3.1945 zum Abbruch |
| HMS Witch (D89)    | Fertigstellung Devonport | 11.11.1919 | 3.1924     | ShortR.Esc.     | 7.1946 zum Abbruch |

### Erneute Kriegsverwendung
1939 waren noch 54 Boote der V- und W-Klasse bei der Royal Navy (RN) vorhanden; vier weitere Boote dienten seit 1933 bei der Royal Australian Navy (RAN). 16 der Boote (die modifizierte W-Klasse) der RN verfügten über 120-mm-Geschütze wie die Standard-Zerstörer der Nachkriegszeit. Die übrigen Boote sollten zu schnellen Geleitbooten (Fast Escorts) umgebaut werden.

### Umbauten des Vorkriegsprogramms

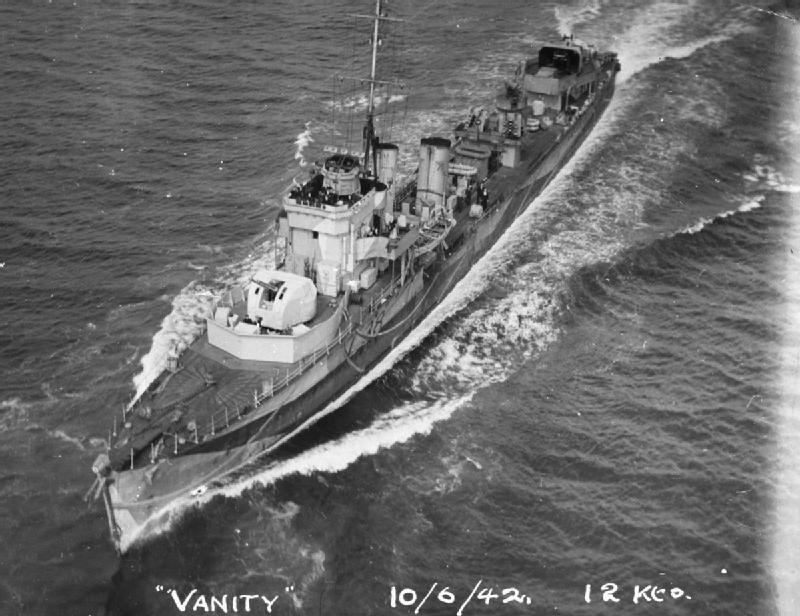
HMS Vanity im Juni 1942

Dieser sogenannte “Wair”-Umbau war bei einigen Booten bereits begonnen worden und drei derartige Umbauten waren vor dem Kriegsbeginn fertiggestellt worden. Neben dem ehemaligen Flottillenführer Wallace der Shakespeare-Klasse war der Umbau der Whitley und der Valorous abgeschlossen.

#### Der Verlust derWalrus
Bei der Verlegung aus der Reserve in Rosyth zum Umbau auf der Staatswerft in Chatham ging am 12. Februar 1938 die Walrus verloren. Während der Überführung im Schlepp kam es zu einem Sturm auf der Nordsee, bei dem die Schlepptrosse brach. Der nur mit vier Mann besetzte Zerstörer trieb auf die Küste in der Filey Bay nördlich von Scarborough zu. Die vier Mann an Bord konnte sich mit einem der Boote an Land retten. Der Zerstörer, der als erster umgebaut werden sollte, war stark beschädigt und eine Instandsetzung erschien nicht wirtschaftlich, so dass er zum Abbruch verkauft wurde.

#### Umfang des Umbaus

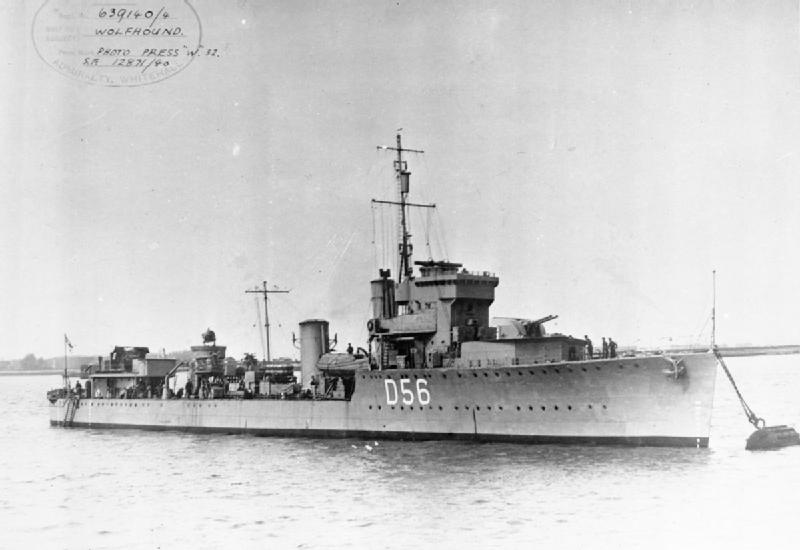
Die Wolfhound noch mit alter Kennung

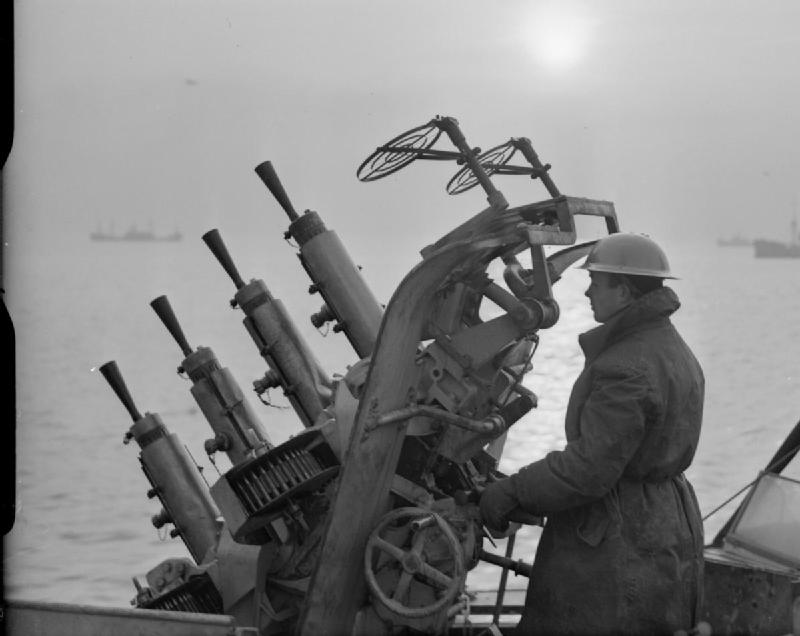
Vickers-Maschinengewehr

Bei diesen Wair-Umbauten wurden fast alle Aufbauten der betroffenen Boote entfernt und neue Aufbauten errichtet. Auch die Bewaffnung wurde vollständig entfernt und durch zwei 4-Zoll-Flugabwehr-Zwillingsgeschütze mit dazugehöriger Feuerleitanlage ersetzt. Als leichte Flugabwehrwaffen erhielten die Boote zwei Vierlings-Vickers-Maschinengewehre nebeneinander auf einer erhöhten Position hinter den Schornsteinen und vor dem hinteren Deckshaus, die allerdings bald durch 20-mm-Oerlikons ersetzt wurden. Dazu kam eine starke Wasserbombenbewaffnung. Der ursprünglich geplante Umbau von 36 Booten wurde nicht durchgeführt, da der Handelskrieg sich schon kurz nach dem Kriegsbeginn hauptsächlich auf den Mittelatlantik außerhalb der Angriffsmöglichkeiten der deutschen Luftwaffe verlagerte und die 4-Zoll-Zwillingsgeschütze nicht im gewünschten Umfang zur Verfügung standen und dann vorzugsweise in Neubauten wie den Geleitzerstörern der Hunt-Klasse oder den Sloops der Black Swan-Klasse verbaut wurden.
Von britischen Marinewerften wurden bis zum Dezember 1940 insgesamt 15 Boote der V- und W-Klasse umgebaut. Die Werft in Chatham baute die meisten Boote um, aber sogar die Marinewerften in Gibraltar und Malta führten Umbauten durch.
Im Krieg gingen vier dieser Boote verloren
- HMS Valentine (L69), 15. Mai 1940 in der Schelde durch deutsche Bomber versenkt[2];
- HMS Whitley (L23), 19. Mai 1940 durch Stukas vor Nieuwpoort versenkt;
- HMS Wryneck (L04), 27. April 1941 während der Evakuierung britischer Truppen aus Griechenland durch Stukas versenkt[2];
- HMS Vimiera (L29), 9. Januar 1942 nach Minentreffer in der Themsemündung mit der gesamten Besatzung gesunken

1940 gingen nicht nur die beiden vorgenannten Fast Escorts Valentine und Whitley verloren, sondern auch noch fünf weitere Boote der V- und W-Klasse.

### Kriegsumbauten

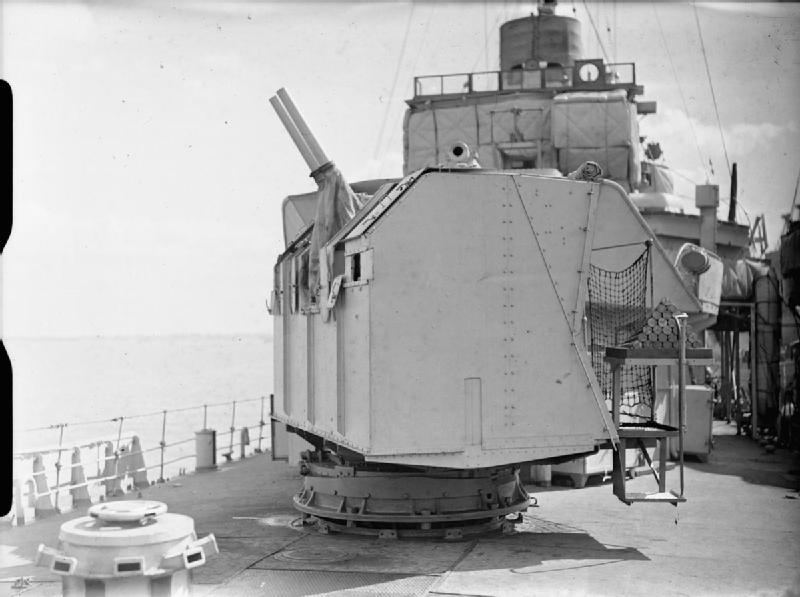
57-mm-6-pdr-Turm zum Kampf gegen Schnellboote, hier auf HMS Mackay

Die Entwicklung des Krieges zeigte den Bedarf an spezialisierten U-Boot-Jägern, die auf dem Atlantik die Geleitzüge gegen die Angriffe deutscher U-Boote sichern konnte. Dies führte zuerst zu einer Optimierung der Bewaffnung gegen diese Bedrohung. Die alten Zerstörer gaben dazu ihr Heckgeschütz (auf der „Y“-Position) ab, um am Heck mehr Wasserbomben zum Einsatz zu bringen und auch der hintere Torpedosatz wurde auf vielen Booten durch ein 76-mm-Flugabwehrgeschütz ersetzt. Dieses Geschütz bewährte sich nicht und wurde oft auch wieder ersetzt. Der vordere Torpedosatz wurde oft erhalten und zum Abschuss der „One Ton Depth Charge“ genutzt.

Ab 1942 wurden bei einigen an der Nordsee- und Kanalküste eingesetzten Booten das Buggeschütz (auf der “A”-Position) durch einen für die Küstenverteidigung entwickelten 57-mm-6-pdr-Doppelturm ersetzt, der die Verteidigung gegen Schnellboote verbessern sollte (Walpole, Windsor, Whitshed, Wivern neben drei Booten der Scott-Klasse). Die Waffe hatte sich bei der Abwehr eines italienischen Schnellbootangriffs auf Malta bewährt. So ausgerüstete Boote wurden auch als „East Coast Escorts“ bezeichnet.

Ab 1943 wurde auf dieser Position bei den Atlantikbooten der Hedgehog-Salvenwerfer eingeführt. Diese Boote wurden dann als „Short-Range Escorts“ bezeichnet.

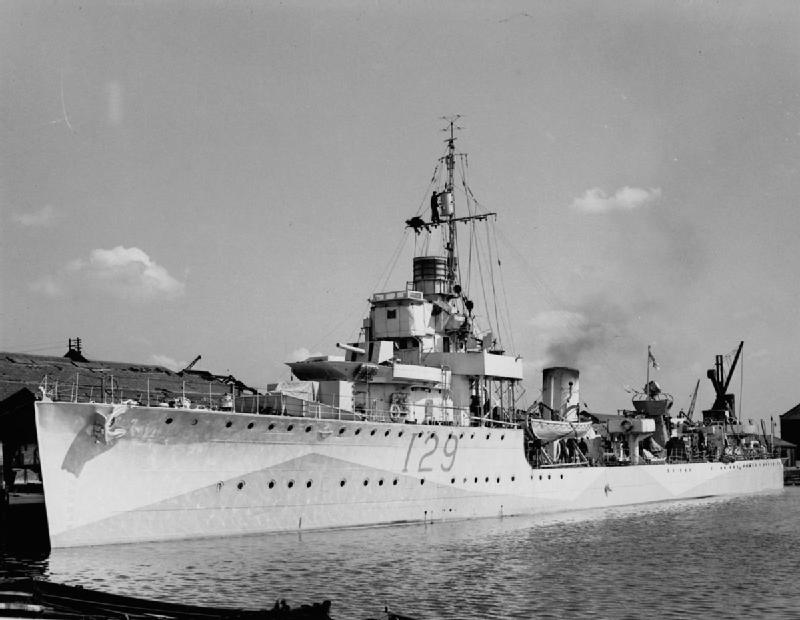
Die HMS Vanessa nach dem Umbau zum Long Range Escort

Ab Anfang 1941 bis Mitte 1944 wurden etwa 20 Boote der V- und W-Klasse zu Langstrecken-Geleitbooten (Long Range Escort) umgebaut. Diese Modifikation umfasste unter anderem die Entfernung eines Kessels und des zugehörigen vorderen Schornsteins. Dadurch wurde die Geschwindigkeit auf maximal 25 Knoten reduziert. Der freigewordene Platz wurde im unteren Bereich als zusätzlicher Bunkerraum genutzt und der obere Teil erhielt dringend benötigte Mannschaftsräume für die erheblichen stärkeren Besatzungen für die intensiven und längeren Sicherungseinsätze. Weiterhin tauschte man das Buggeschütz ab 1943 gegen einen „Hedgehog“-Wasserbombenwerfer aus. Den umgebauten Booten verblieben nur zwei Kanonen auf den erhöhten Positionen „B“ und „X“. Auch die Torpedorohre wurden ausgebaut und durch Abrollvorrichtungen und Werfer für Wasserbomben ersetzt, ebenso wurden die Flugabwehrgeschütze modernisiert und verstärkt. Alle Umbauten erhielten dazu die jeweils modernen Ortungsgeräte. Diese standardisierten Umbauten wurden, anders als bei den WAIR-Umbauten, zum Teil auch von britischen Privatwerften durchgeführt.

### Endschicksal der Boote
Während des Zweiten Weltkriegs verlor die Royal Navy 14 Boote in Kampfhandlungen. Dazu wurden einige Boote schwer beschädigt und auf ihre vollständige Wiederherstellung verzichtet. Mit dem Ende des Krieges in Europa und nach den ersten Unterstützung der befreiten Staaten gab es für die Boote keine Aufgaben mehr und sie wurden bis 1948 alle zum Abbruch verkauft und verschrottet.

### Die Boote der australischen Marine
Die australische Zerstörerflottille mit ihrem Flottillenführer Stuart und den Zerstörern Vampire, Vendetta, Voyager und Waterhen verlegte nach dem Ausbruch des Krieges über Singapur ins Mittelmeer, wo die fünf Boote Anfang 1940 die 19. Zerstörerflottille in Malta bildeten. Die deutsche Propaganda verhöhnte den Beitrag der Australier als „Alteisenflottille“. Die Australier nahmen den Namen scrap iron flotilla als Ehrentitel an. Der erste Kriegsverlust der australischen Marine trat am 30. Juni 1941 mit der Waterhen ein, die bei der Versorgung des eingeschlossenen Tobruk von deutschen Flugzeugen schwerst beschädigt wurde. Weitere Verluste folgten 1942 mit der Vampire, die im Dezember 1941 mit anderen Begleitzerstörern viele Überlebende der Prince of Wales und Repulse gerettet hatte, am 9. April zusammen mit dem Träger Hermes vor Ceylon und der Voyager vor Timor bei der Unterstützung von Flüchtlingen und Verteidigern.
Nur die Vendetta überstand den Krieg. 1942 hatte sie Singapur kurz vor der Besetzung durch die Japaner noch im Schlepp verlassen können. Von 1943 bis 1945 wurde sie als Geleitfahrzeug zwischen Australien und Neuguinea eingesetzt.